# Jānis Pujats
Jānis Pujats, latvijski rimskokatoliški duhovnik, škof in kardinal, * 14. november 1930, župnija Nautrēni.

## Življenjepis
29. marca 1951 je prejel duhovniško posvečenje.
8. maja 1991 je bil imenovan za nadškofa Rige; 1. junija istega leta je prejel škofovsko posvečenje. Upokojil se je leta 2010.
21. februarja 1998 je bil imenovan za kardinala in pectore; točno čez tri leta (2001) je bil povzdignjen v kardinala in imenovan za kardinal-duhovnika S. Silvia.